# Freenetiks
Freenetiks es un grupo español de Rap e improvisación formado por tres campeones de Freestyle. Se trata de un proyecto formado por Chuty, Skone e Invert que junto al DJ Hazhe forman el primer grupo de Freestyle de habla hispana a nivel internacional.

## Biografía
El grupo se formó en 2016 con la idea de poder disfrutar en primicia del talento de estos tres jóvenes freestylers juntos en un mismo escenario. Los espectáculos rozan la perfección ya que entre ellos suman 6 títulos nacionales y 3 internacionales en Red Bull. Lo que se busca es hacer un espectáculo de la forma más profesional posible y hacer que el público también tenga la oportunidad de participar. La duración consta de una hora aproximadamente y se basa en un guion ya entrenado previamente. La entrada de los MC´s es diferente a como se ve en las batallas normalmente, la novedad y el factor sorpresa son uno de los argumentos para disfrutar del evento.
Aunque se trata de un espectáculo mayormente, también hay momentos de sangre pues al final del show siempre sucede una batalla entre los 3, diferente en cada función. Asimismo, el ganador recibe un premio en metálico de 200 euros.
Chuty es para muchos el mejor freestyler español, de él destaca su agresividad en el escenario y su doble tempo, logró su primer campeonato nacional con 20 años. Skone en cambio destaca por su ingenio para atacar verbalmente a sus oponentes, fue campeón internacional en Perú. Invert destaca por ser el veterano de los raperos y su constancia se vio recompensada con la Internacional que ganó en 2014.
El DJ Hazhe es un referente de la cultura Hip Hop de España y es el encargado de poner el ritmo al asunto dando siempre lo mejor de sí mismo con una variedad musical que marca la diferencia.

## Componentes
- Chuty Campeón Final Nacional 2013, 2017, Double AA , FMS 2017/2018, 2018/2019 y 2019/2020, Supremacía, BDM Deluxe.
- Skone Campeón Final Nacional 2016, Final Internacional 2016, God Level, Kingdom Internacional, Final Nacional 2020.
- Invert Campeón Final Nacional 2014, Final Internacional 2014.
- Dj Hazhe forma parte del grupo Mala Juntera.

## Giras musicales
- 16 de diciembre de 2016 Madrid
- 31 de marzo de 2017 Granada
- 1 de abril de 2017 Málaga
- 5 de mayo de 2017 Barcelona
- 2 de junio de 2017 Bilbao
- 27 de julio de 2017 Santiago de Compostela
- 20 de octubre de 2018 Leganés
- 12 de enero de 2019 Gerona
- 20 de abril de 2019 Lugones (Festival Vibrafest)
- 14,15 y 16 de junio de 2019 Murcia (Animalsound)